# Raionul Petropavlivka, Dnipropetrovsk
Petropavlivka (în ucraineană Петропавлівський район, transliterat: Petropavlivskîi raion) este un raion în regiunea Dnipropetrovsk, Ucraina. Reședința sa este așezarea de tip urban Petropavlivka.

## Demografie
Componența lingvistică a raionului Petropavlivka
     Ucraineană (91,43%)
     Rusă (7,96%)
     Alte limbi (0,16%)
Conform recensământului din 2001, majoritatea populației raionului Petropavlivka era vorbitoare de ucraineană (91,43%), existând în minoritate și vorbitori de rusă (7,96%).